# Budowla (rejon grodzieński)
Budowla (biał. Будоўля) – wieś na Białorusi, w obwodzie grodzieńskim w rejonie grodzieńskim, w sielsowiecie Obuchowo.

## Historia
Dawniej w województwie trockim Rzeczypospolitej Obojga Narodów. W czasach zaborów w granicach Imperium Rosyjskiego, w guberni grodzieńskiej. W latach 1921–1939 ówczesny folwark leżał w Polsce, w województwie białostockim, w powiecie grodzieńskim, w gminie Żydomla.
Według Powszechnego Spisu Ludności z 1921 roku zamieszkiwały tu 94 osoby, 66 było wyznania rzymskokatolickiego, 28 prawosławnego. Jednocześnie 67 mieszkańców zadeklarowało polską przynależność narodową a 27 białoruską. Było tu 6 budynków mieszkalnych.
Miejscowość należała do parafii prawosławnej w Skidlu i rzymskokatolickiej w Kozłowiczach. Podlegała pod Sąd Grodzki w Skidlu Okręgowy w Grodnie; właściwy urząd pocztowy mieścił się w Żydomli.
W wyniku napaści ZSRR na Polskę we wrześniu 1939 miejscowość znalazła się pod okupacją sowiecką. 2 listopada została włączona do Białoruskiej SRR. 4 grudnia 1939 włączona do nowo utworzonego obwodu białostockiego. Od czerwca 1941 roku pod okupacją niemiecką. 22 lipca 1941 r. włączona w skład okręgu białostockiego III Rzeszy. W 1944 miejscowość została ponownie zajęta przez wojska sowieckie i włączona do obwodu grodzieńskiego Białoruskiej SRR.
Od 1991 wchodzi w skład Białorusi.

## Zbrodnia w Budowli
W dniach 21 i 23 września 1939 miała tu miejsce zbrodnia, członkowie prosowieckiego komitetu wiejskiego ze wsi Obuchowo zamordowali co najmniej siedmiu polskich osadników wojskowych zamieszkałych w Budowli, sołtysa wsi Marianówka, jednego porucznika Wojska Polskiego i jednego polskiego policjanta.